# Dermestes ater
Dermestes ater là một loài bọ cánh cứng trong họ Dermestidae. Loài này được DeGeer miêu tả khoa học năm 1774.